# Ben Wyvis (Whiskybrennerei)
Ben Wyvis war eine Whiskybrennerei in Invergordon, Ross-shire, Schottland, Großbritannien.

## Geschichte
Die Brennerei, die nach dem 1046 m hohen Berg benannt ist, wurde am 9. Juni 1965 auf dem Gelände der Invergordon Grain Distillery eröffnet. Zwischen 1879 und 1926 gab es bei Dingwall schon einmal eine Brennerei unter dem Namen (ab 1893 Ferintosh genannt), mit der sie allerdings bis auf diesen nichts gemeinsam hat. Am 24. November 1976 wurde sie geschlossen und 1977 abgerissen. Die beiden Brennblasen sind inzwischen, nach leichten Umbauten, in der am 25. März 2004 eröffneten Glengyle-Brennerei zu finden.

## Produktion
Das Wasser der zur Region Highlands/Northern Highlands gehörenden Brennerei stammte aus dem Loch Glass. Sie verfügte über sechs Gärbottiche (washbacks), eine wash still (10.000 l) und eine spirit still (10.000 l). Es gibt nur sehr wenige Abfüllungen von dieser Brennerei.